# Stanisław Spinek
Stanisław Spinek (Wspinek) herbu Prus I (? –  zm. przed 12 października 1531 roku) – starosta buski, kasztelan małogoski.  
Pochodził z rodu Wspinków z Będkowa, którego protoplastą był Piotr Wspinek z Będkowa herbu Prus, skromny rycerz, który dzięki swej przedsiębiorczości przejął działy sąsiadów i tym samym położył podwaliny pod przyszłą fortunę Wspinków. Stanisław Spinek (Wspinek) był jego prawnukiem.

## Wspinkowie z Będkowa h. Wilczekosy – przodkowie Stanisława
- rycerz Piotr Wspinek - protoplasta
  - Mikołaj Wspinek ze Skotnik, tenutariusz klucza wolborskiego, zm. ok. 1488
    - Piotr, chorąży większy łęczycki, kasztelan brzeziński, zm. 1527

## Notka biograficzna
Nieznana jest data urodzenia. Wiadomo, iż Stanisław Spinek (Wspinek) był dziedzicem Będkowa. Ożenił się z Anną Kamieniecką herbu Pilawa, córką Jana Kamienieckiego, kasztelana lwowskiego. Wkrótce otrzymał zgodę króla na wykup kilku sołectw. Otrzymał również starostwo buskie. W roku 1523 kupił za tysiąc florenów od siostry swej żony przypadającą na nią część spadku w mieście Czesybiesy (obecnie Jezupol na Ukrainie) wraz z kilkoma wsiami. W ten sposób potomek rycerza Piotra znacznie poszerzył fortunę przodków. Zaczyna coraz częściej pisać się Spinek i od niego ta forma nazwiska ostała się w następnych pokoleniach. W kościele w  Będkowie do dziś można oglądać tablicę nagrobną Zofii Spinkówny, wnuczki Stanisława, zmarłej w roku 1574. W okresie od 10 stycznia 1530 do 12 października 1531 Stanisław Spinek pełnił urząd kasztelana małogoskiego. Pozostawił trzech synów: Stanisława, Krzysztofa i Jana.

### Warto przeczytać
- Jan Szymczak, Śladem Wspinków herbu Wilczekosy, czyli Prus II w: Herald  pismo Instytutu Heraldyki i Genealogii w Köln, 1991, Nr 3-4, s. 11-17